# 三輪源造
三輪 源造（みわ げんぞう、1871年9月18日（明治4年8月4日） - 1946年（昭和21年）11月5日）は日本の教育者、国文学者である。
越後国与板の出身である。1886年（明治19年）6月20日同志社教会で洗礼を受ける。同志社普通学校を経て、1899年（明治32年）に同志社神学校を卒業する。
1899年（明治32年）より松山女学校（現・松山東雲学園）、1903年（明治36年）より横浜共立女学校（現・横浜共立学園）、1904年（明治37年）より同志社普通学校、および同志社大学予科、女子専門学校で国語、国文学を教えた。